# جهان گو
جهانِ گو (به انگلیسی: World of Goo) به معنای جهانی از ماده چسبنده، یک بازی ویدئویی بر پایه فیزیک و به سبک معمایی است که توسط شرکت مستقل تودی بوی واقع در سان فرانسیسکو، متشکل از کایل گبلر و رون کارمل که هر دو از کارکنان قبلی شرکت بازیسازی الکترونیک آرتس بودند، ساخته شده‌است. این بازی در ابتدا برای مایکروسافت ویندوز و کنسول بازی وی در ۱۳ اکتبر ۲۰۰۸ عرضه شد و سپس در پلتفورم‌های نینتندو سوئیچ، مک‌اواس، لینوکس، تلفن همراه و رایانش ابری در دسترس قرار گرفت.
دنباله‌ای به نام جهان گو ۲ در ۲ اوت ۲۰۲۴ با همکاری تومورو کورپوریشن منتشر شد.

## روند بازی
جهانِ گو یک بازی ویدئویی در سبک پازل است. ایده بازی دربارهٔ ساخت سازه‌های بزرگ با استفاده از توپ‌هایی به نام گو است. بازی به پنج بخش مختلف تقسیم شده‌است و هر بخش در یکی از فصل‌های سال اتفاق می‌افتد که هر کدام نیز شامل چندین مرحله می‌باشد. هر مرحله گرافیک و موسیقی پس زمینه مختص به خود را دارا است که به آن‌ها فضایی منحصر به فرد ارائه می‌دهد. همچنین یک متا بازی جایزه‌ای با عنوان کورپوریشن جهانِ گو وجود دارد که هدف از آن ساختن بلندترین برج با استفاده از توپ‌های گو است که بازیکنان در طول بازی جمع‌آوری نموده‌اند. بازیکنان از سراسر جهان در این بخش می‌توانند به رقابت بپردازند، و با بالابردن ارتفاع برج و تعداد توپ‌های گویی که استفاده شده‌است از خود رکورد بر جای بگذارند و این رکورد به‌طور مداوم در سرور تودی بوی بارگذاری می‌شود.

## دنباله
۲دی بوی در ابتدا اظهار کرد که دنباله‌ای تولید نخواهد شد. با این حال، کایل گبلر در نوامبر ۲۰۱۰ در وبلاگ بازی نوشت «جهان گو دوم یک احتمال و چیزی است که ما از کار کردن روی آن لذت خواهیم برد.»
در گیم آواردز ۲۰۲۳، خبر ساخت بازی اعلام شد و بازی در ۲ اوت ۲۰۲۴ منتشر شد.

## نگارخانه

باکس‌آرت
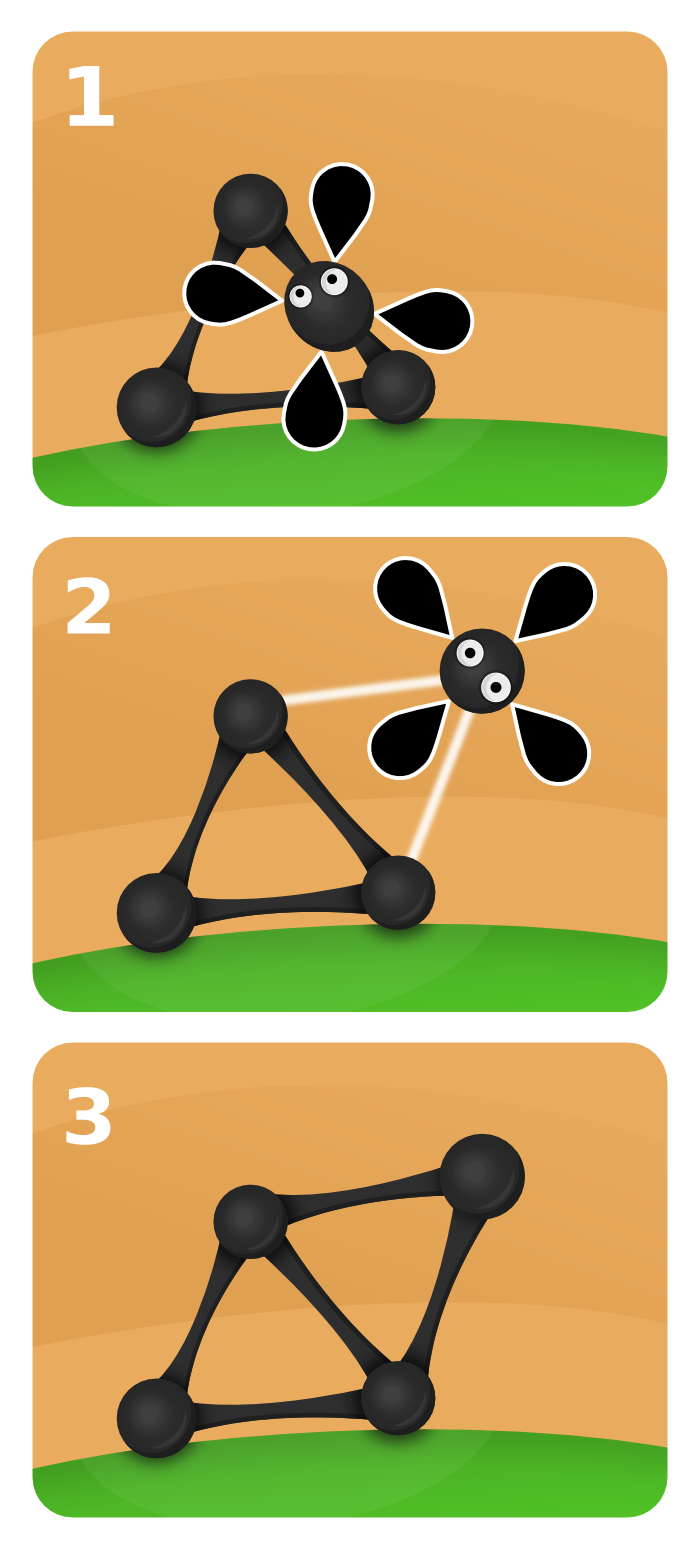
گیم‌پلی